# 박경미 (컬링 선수)
박경미(?~)는 대한민국의 컬링 선수이다.